# 11064 Dogen
11064 Dogen este un asteroid din centura principală de asteroizi.

## Descriere
11064 Dogen este un asteroid din centura principală de asteroizi. A fost descoperit pe 30 noiembrie 1991 la Kagoshima de Masaru Mukai și Masanori Takeishi. Asteroidul prezintă o orbită caracterizată de o semiaxă mare de 2,75 ua, o excentricitate de 0,33 și o înclinație de 35,9° în raport cu ecliptica.